# 浙江财经大学
浙江财经大学，简称：浙财或浙財大，位于中国大陆浙江省杭州市，是一所浙江省立财经类高校，浙江省重點建設高校，原隶属于浙江省财政厅，后由浙江省主管。财政金融专业方面尤为突出，尤其在财税、金融、会计领域，影响较大。浙财大与浙江省金融财政税务系统关系紧密，是浙江省重要的财经经济管理类专业人才培养基地。學校在2022年泰晤士高等教育世界大學排行中位列801—1000名，為大陸地區大學50—72位區間。在泰晤士高等教育世界大學排名中，社會科學和商業與經濟學分別位列全球301—400位區間和全球501—600位區。

## 概况
浙江财经大学是经国家教育部批准设立的省属重點本科院校，教育部本科教学水平评估优秀学校，是一所跨经济学、管理学、文学、法学、理学、工学和艺术学七大学科门类的多科性财经类高等学府，培养能主动适应社会主义市场经济建设需要，德、智、体、美全面发展的应用型、复合型、创新型高级专门人才，具备博士、硕士、学士完整人才培养体系，本科专业45个，国家级特色专业4个，省级重点学科8个，省级重点专业11个，经济学和管理学两个主要学科门类均进入A等级，全国位次比位列前10%。该校已成为浙江财经管理骨干人才的重要培育基地。
学校前身是创建于1974年的浙江财政银行学校，1987年经原国家教委批准成立浙江财经学院，1991年获学士学位授予权，2003年获硕士学位授予权，2006年获教育部本科教学工作水平评估优秀，2012年获批服务国家特殊需求博士人才培养项目，2013年经教育部批准更名为浙江财经大学，2014年获批博士后科研流动站，2018年获博士学位授予权。
学校设下沙、文华和长安3个校区，占地2300亩，总建筑面积97万平方米。现有19个学院，2个教学部，1个独立学院，51个研究机构，具有博士、硕士、学士学位授予权和外国留学生、港澳台学生招生权。学校现有普通全日制在校本科生和研究生24000余人（其中独立学院学生9651人）。学校固定资产总值16.47亿元，其中教学科研仪器设备值1.6亿元，建有专业实验室71个。图书馆建有诺贝尔经济学奖文库、财苑文库、浙商文库等自建特色库，纸质藏书233万余册，中外文现刊2035种，电子图书467万余册，电子期刊近3万种。

### 学校标识
- 校名的标准字体是沙孟海题写的“浙江财经大学”字体。[1]
- 校徽图式为圆形，中间是由隐含“浙江财经大学”中文“财”和英文中首字母“F”和“E”组合变形的钟形古钱币图案，形似一座大门。下方有“1974”字样，代表学校建校时间；外环上方是“浙江财经大学”的英文大写，下方是沙孟海题写的校名。
- 校训为「进德修业　与时偕行」。
- 标准色色值为 C100 M88 Y18 K0 。[2]

### 學校校區
- 现有文华（成人教育学院），下沙（杭州经济技术开发区），长安（海宁市长安镇，独立学院）三个校区，原文一校区现已出售。2005年，下沙校区正式启用，作为学校本部。2010年，长安校区启用，东方学院（独立学院）搬迁至长安（位于嘉兴海宁）校区。

### 社會評價
从2009年起，学生共获得860余项省级以上学科竞赛奖励。该校的教育理念和培养模式得到了学生和家长的高度认同。该校已成为最受浙江地区考生欢迎的省属高校，第一志愿录取率为100%，本科招生投档线已连续11年位居浙江省属高校第一（截至2014年）。建校以来，已为浙江省输送6万余名毕业生，为浙江经济社会发展提供了强有力的人才和智力支持，成为浙江省财经类高级专门人才培养的重要基地，人才培养质量深受社会赞誉，被誉为浙江财税系统的“黄埔军校”、会计师的摇篮、金融人才的沃土。据不完全统计，已有5703名毕业生进入浙江省财税系统工作，大部分已成为业务骨干，其中有736人担任中层及以上领导；有112人担任银行分（支）行的行长；有大中型企业高级管理人员152人；培养了全省24%的高级会计师和18%的注册会计师（数据截至2013年）。四大国有银行在浙机构将学校列为职员录用的3所重点来源高校之一。国际四大著名会计师事务所一普华永道（资诚联合会计师事务所）和毕马威KPMG（安侯建业）在杭分支机构将该校与浙江大学并列为职员录用的两所重点来源高校之一。除学校的传统优势学科和专业外，其他的新兴学科和专业也在社会经济建设中发挥着越来越重要的作用。学校具有良好的社会声誉，形成了“浙财”品牌。

### 就業情況
- 據中国薪酬指数研究机构发布的《2021全国高校毕业生薪酬指数排行榜》显示，学校位列全国非“双一流”高校第18位、全国高校第56位、省属高校第1位。排行榜还公布了“全国高校毕业生薪酬指数增幅TOP30”，学校位列全国第2位，较2020年提升了15个位次。
- 2009年根据社会科学文献出版社正式出版的就业蓝皮书《中国大学毕业生就业报告》，该校毕业生的就业能力位居全国非211本科院校第8名，浙江省第1名。2012年浙江省教育厅对浙江省高校毕业生职业发展状况和人才培养质量调查，由毕业生就业率、毕业生创业率、专业就业对口率和毕业生就业人均起薪水平等评价内容组成的人才培养质量指标，该校综合得分位居浙江省31所本科高校第2名。2013年ATA公司测评研究院发布的《2013中国高校通用就业力白皮书》，该校毕业生的基本工作能力位居《中国大陆高校通用就业力之基本工作能力排行榜》全国第3名。

### 對外交流
- 外国留学生、港澳台学生招生权：学校拥有外国留学生、港澳台学生招生权。选派赴台湾交换生项目。
- 合作关系：与劳伦森大学（英語：Laurentian University）联合举办会计学（中外合作）专业。与美国最大的美国注册会计师教学机构“Becker Professional Education”合作举办会计学专业（U.S. CPA方向）。与AIA（The Association of International Accountants ）英国国际会计师公会达成课程合作协议，就双方的课程，与AIA国际会计的进行对接，通过课程对接，提升学生的国际会计水平。 与美国、英国和日本等23个国家和地区的84所高校建立了良好的校际关系，开展教师互派、学生互换、学分互认等国际交流，举办ACCA、CGA、中美合作班、中加合作班、中英合作班等合作办学项目。每年选派教师和优秀毕业生到国外留学深造。
- 国际学院：学校设有国际学院，招收外国留学生。通过与国外高校合作以及自主招生等途径接纳了来自全球近20个国家和地区的数百名留学生，主要来自美国、英国、法国、荷兰、加拿大、韩国、日本、喀麦隆、马里、吉布提等国家。他们主要学习中国语言与中国文化以及其他专业的学历教育。

## 沿革

### 浙江財政銀行學校时期
- 1974年，浙江财政银行学校成立。
- 1975年，学校暂借杭州市郊七堡蚕种场办学。
- 1976年，学校迁至清泰门外一堡乌龙庙。
- 1977年6月，学校迁至文一街浙江师范学院杭州分校分部。
- 1978年8月，浙江财政银行学校撤销，部分成立浙江财政学校，部分成立浙江银行学校（今浙江金融职业学院），两校分设。
- 1979年夏，学校再迁至一堡浙江银行学校校舍办学，部分师生租用杭州四季青中学校舍。同年11月，在文一街94号新建校舍，于1982年7月迁入。
- 1984年，筹建浙江财经学院。

### 浙江財經學院时期
- 1987年，经原国家教委批准正式成立浙江财经学院。
- 1991年，获学士学位授予权；同年10月，文华校区启用。
- 2003年9月，文一校区被置换；同年10月，部分师生迁至下沙校区；同年获硕士学位授予权。
- 2005年7月，下沙校区正式启用，为学校本部，文华校区为分部。
- 2012年，获批服务国家特殊需求博士人才培养项目。

### 浙江財經大學时期
- 2013年5月，经教育部批准更名为浙江财经大学。
- 2014年，获批博士后科研流动站。
- 2017年8月23日，入选浙江省重点建设高校。
- 2018年5月10日，成功获批博士学位授予单位。
- 2022年2月，列入浙江首批省属社会评价组织名单。

## 院系设置
- 其他教育机构
  - 浙江財經大學體育部
  - 浙江財經大學創業学院
  - 浙江財經大學國際學院
  - 浙江財經大學文華學院
  - 浙江財經大學-中國社會科學院大學浙江研究院
  - 浙江財經大學繼續教育學院
  - 浙江財經大學東方學院（獨立學院）

## 校園期刊
- 《财经论丛》(Collected Essays on Finance and Economics)是由浙江省教育厅主管、浙江财经大学主办的国内外公开发行的经管类学术刊物。本刊为月刊，大16开112页，国内统一刊号：CN33—1388/F，国际刊号：ISSN1004-4892，国内外公开发行，国内邮发代号：32-27，国外发行代号：DK33002。本刊创刊于1985年，办刊理念：青年学者的孵化器、学科前沿的展示台和改革创新的试验田。本刊是《全国中文核心期刊》（北京大学）、《中文社会科学引文索引（CSSCI）来源期刊》（南京大学）、《“中国人文社会科学综合评价AMI”核心期刊》（中国社会科学院）、《RCCSE中国核心学术期刊（A）》（武汉大学）和全国高校社科名刊。本刊主要设有经济理论、产业经济、区域经济、国际贸易、财政与税务、金融与投资、数字金融、财务与会计、工商管理、政府管制等栏目。本刊始终坚持学术研究为经济建设和社会发展服务的办刊方向，秉持“学术至上、精品是求”的办刊宗旨，注重基础理论研究与实践应用相结合，刊发优秀研究成果和改革经验总结，介绍解决实际问题的新观点、新思路、新方法，为经济改革提供强有力的理论依据和决策咨询素材。

## 外部連結
- 浙江财经大学主页 （页面存档备份，存于）
- 浙江财经大学本科招生网 （页面存档备份，存于）
- 浙江财经大学教务处 （页面存档备份，存于）
- 爱浙财 | 浙江财经大学学生门户 （页面存档备份，存于）
- 财知道 （页面存档备份，存于）